# Wudi He
Wudi He (kinesiska: 乌底河) är ett vattendrag i Kina. Det ligger i provinsen Heilongjiang, i den nordöstra delen av landet, omkring 360 kilometer norr om provinshuvudstaden Harbin.
Genomsnittlig årsnederbörd är 962 millimeter. Den regnigaste månaden är juli, med i genomsnitt 263 mm nederbörd, och den torraste är januari, med 12 mm nederbörd.